# Zapis liniowy
Zapis liniowy – technologia zapisu na nośnikach magnetycznych stworzona z myślą o systemach komputerowych (streamery). Ze względu na wydajność, pojemność i dostępność jest często stosowany w profesjonalnych systemach archiwizacji danych.
Konstrukcja napędu taśmowego wykorzystującego zapis liniowy pozwala na skrócenie trasy, jaką przebywa taśma magnetyczna w napędzie. Zastosowanie małej liczby elementów mechanicznych zwiększa niezawodność urządzenia. Wykorzystanie głowic pracujących w trybie wielościeżkowego zapisu umożliwia znaczny wzrost prędkości odczytu/zapisu danych bez konieczności wzrostu prędkości przesuwu taśmy.